# Марчетич, Стефан
Стефан Марчетич (босн. Stefan Marčetić; род. 2 декабря 2006, Приедор, Республика Сербская) — боснийский футболист, нападающий клуба «Борац».

## Клубная карьера
Марчетич — воспитанник клуба «Борац». 11 марта 2023 года в матче против «Тузла Сити» он дебютировал в чемпионате Боснии и Герцеговины. 13 марта 2024 года в поединке Кубка Боснии и Герцеговины против «Сараево» Стефан сделал «дубль», забив свои первые голы за «Борац». В своём дебютном сезоне игрок стал чемпионом страны.

## Достижения
Клубные
 «Борац» (Баня-Лука)
- Победитель чемпионата Боснии и Герцеговины — 2023/2024